# Arradon
Arradon (bretonisch Aradon) ist eine französische Gemeinde mit 5.820 Einwohnern (Stand 1. Januar 2022) im Département Morbihan in der Region Bretagne. Sie gehört zum Kanton Vannes-2 im Arrondissement Vannes.

## Geografie
Arradon liegt am Golf von Morbihan, fünf Kilometer von Vannes und 43 Kilometer von Lorient entfernt auf einer Höhe zwischen null und 61 m über dem Meer. Das Gemeindegebiet gehört zum Regionalen Naturpark Golfe du Morbihan.

## Geschichte
Arradon wurde zum ersten Mal erwähnt im Jahr 1304 als Daradon (1382: Aradon).

### Bevölkerungsentwicklung
| Jahr      | 1962 | 1968 | 1975 | 1982 | 1990 | 1999 | 2008 | 2019 |
| Einwohner | 1653 | 1976 | 2760 | 3706 | 4317 | 4719 | 5222 | 5392 |

Arradon gehört zum bretonischen Sprachgebiet.

## Sehenswürdigkeiten
- Dolmen von Kerhenry
- Schloss Kerran
- Gezeitenmühle im Weiler Campen
- Schloss Porcé (im Zweiten Weltkrieg zerstört)

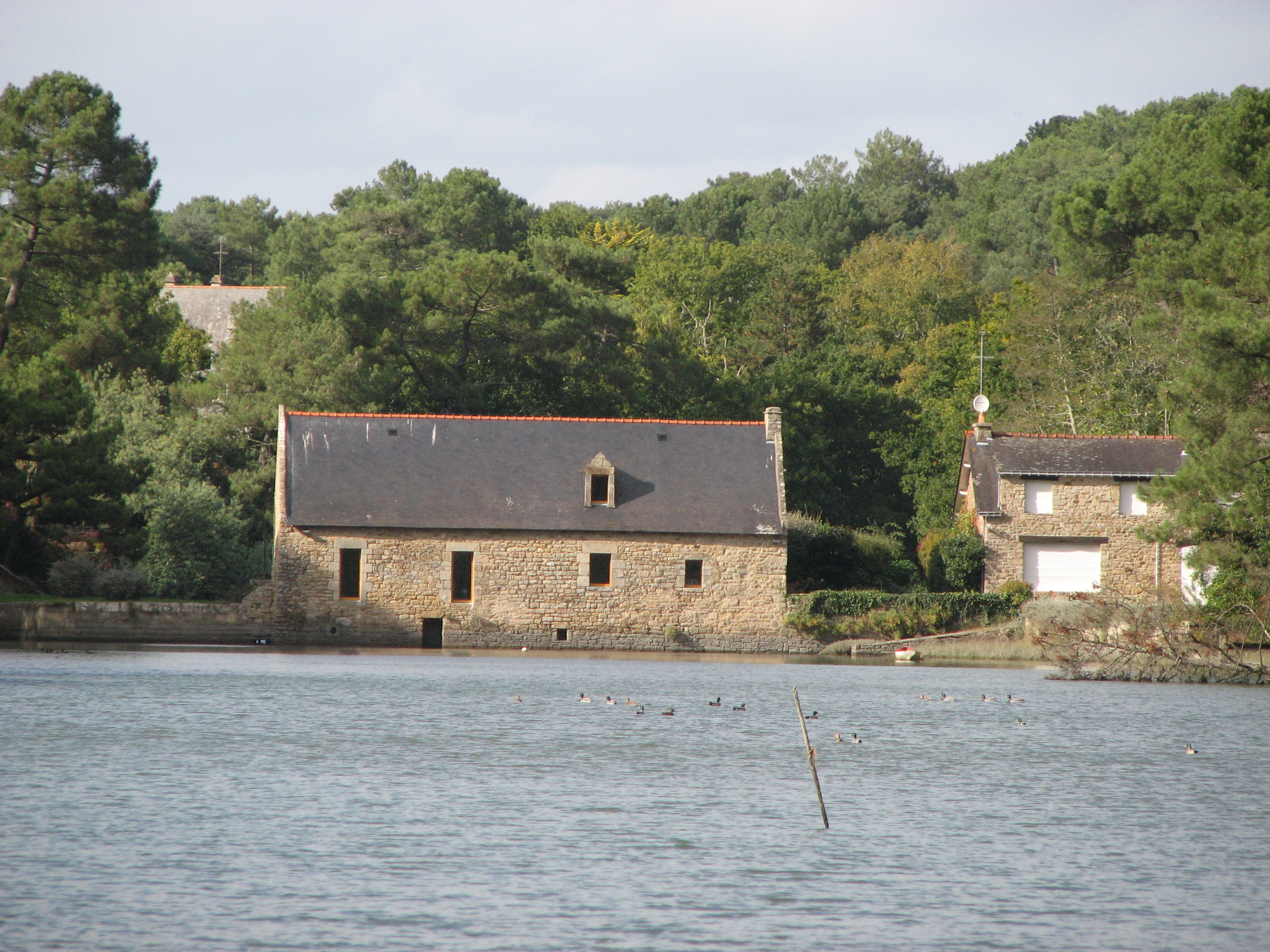
Gezeitenmühle von Campen

## Gemeindepartnerschaften
- Höchenschwand, Baden-Württemberg, Deutschland (seit 1988)
- Upton by Chester, North West England, Großbritannien (seit 1992)

## Persönlichkeiten
- François Mahé (1930–2015), Radrennfahrer
- Joseph Mahé (1937–1987), Radrennfahrer